# Fire n Gold
Fire N Gold es una canción de la cantante estadounidense Bea Miller que sirve como el segundo sencillo de su EP debut Young Blood y de su álbum debut Not an Apology. Fue lanzado el 22 de abril de 2014 a través de Hollywood Records y se lanzó como sencillo oficial el 28 de abril de 2015. El tema fue producido por Jarrad Rogers y escrito por Rogers, Freddy Wexler y Nolan Sipe.

## Antecedentes
Después de obtener el noveno lugar en la segunda temporada de The X Factor USA, Bea Miller firmó un contrato discográfico con Hollywood Records y posteriormente en enero de 2013 con Syco Music de Simon Cowell, posteriormente, comenzó a trabajar en nuevas canciones.

## Promoción
La canción ha sido utilizada para promos de ABC Family en shows como The Fosters y Switched at Birth. También fue utilizado en comerciales de Netflix. Miller interpretó la canción en vivo en el Today Show el 12 de mayo de 2015.

## Rendimiento comercial
En la primera semana de agosto de 2015, la canción debutó en el puesto No. 78 en el Billboard Hot 100 por lo que es su primera canción en la lista. Anteriormente había alcanzado el No. 17 en el Bubbling Under Hot 100 Singles.

## Video musical
El video musical de Fire N Gold fue grabado en marzo de 2015. Fue subido a la cuenta de VEVO oficial de Miller el 20 de mayo de 2015. Fue dirigida por Black Coffe. El video muestra a Miller acostada en una cama cubierta de fotos antes de que sus amigos emerjan de las sombras del fondo y comienzan a bailar con ella. Miller dijo sobre la canción que, "He recordado a todas las personas que están deprimidas y que se sienten engañados o raras y como nadie las entiende y que no están realmente solas".

## Formatos
- Descarga digital

| N.º | Título        | Escritor(es)                              | Duración |  |
| 1.  | «Fire n Gold» | Freddy Wexler, Nolan Sipe y Jarrad Rogers | 3:31     |  |

## Posicionamiento en listas

### Semanales
| País           | Lista                          | Mejor posición |
| -------------- | ------------------------------ | -------------- |
| Estados Unidos | Billboard Hot 100              | 78             |
| Estados Unidos | Billboard Twitter Top Tracks   | 18             |
| Estados Unidos | Bubbling Under Hot 100 Singles | 17             |
| Estados Unidos | Digital Songs                  | 31             |

## Certificaciones
| País           | Organismo Certificador | Ventas Certificadas | Certificación | Simbolización | Ref.   |
| -------------- | ---------------------- | ------------------- | ------------- | ------------- | ------ |
| Estados Unidos | RIAA                   | 500 000             | Oro           | ●             | [ 15 ] |

## Historial de lanzamientos
| País           | Fecha de lanzamiento | Formato          |
| -------------- | -------------------- | ---------------- |
| Estados Unidos | 22 de abril de 2014  | descarga digital |